# Lijst van burgemeesters van Deerlijk
Dit is een lijst van de burgemeesters van de Belgische gemeente Deerlijk.
De data komen uit de verslagen van het schepencollege, de gemeenteraad en uit de registers van de Burgerlijke Stand en zijn deze waar de persoon in kwestie voor het eerst of laatst tekent, dus niet exact de dag van zijn aanstelling. Iemand die pas in februari voor de eerste maal tekent, kan reeds begin januari benoemd zijn. Vermoedelijk zijn de exacte data van aanstelling (door de gouverneur) te vinden in het Provinciearchief van West-Vlaanderen te Brugge. Verder onderzoek zou dit kunnen preciseren. Lijst opgesteld door Jo Vervaeke en Jan Vanoverberghe.
- Circa 1784-februari 1808 : Eugène De Vlaminck, baljuw-meier-burgemeester, (†Deerlijk 1811)
- 07.02.1808 : J.B. Devos, burgemeester, (†1810)
- 03.03.1810 : Judocus Decraene, burgemeester, (Otegem 20.03.1762-Deerlijk 03.02.1847)
- 19.03.1815 : Pierre Joseph Matton, wn. (waarnemend), (Beveren-Leie ca. 1771-Deerlijk 03.09.1822)
- 08.08.1815 : P. (? Carolus Jacobus) Vantomme, burgemeester, (?? 20.03.1781-?? 17.10.1845)
- 12.08.1819 : Pierre Joseph Matton, burgemeester
- 01.09.1822-02.09.1859 : Louis-Xavier Vanackere, notaris-burgemeester, (Zwevegem 29.11.1789-Deerlijk 14.06.1861, oom van Hugo Verriest)
- 17.09.1859-25.11.1860 : Louis Verriest, wn., (Deerlijk 25.02.1793-Sint-Lodewijk 03.12.1864)
- 03.03.1861-29.06.1866 : Aloïs Renier, burgemeester, (Deerlijk 02.11.1828-Kortrijk 03.02.1906, zoon van Pieter Jan)
- 18.08.1866 : Joseph Matton, wn.
- 07.11.1867 : Ivo Vlieghe, wn., (Deerlijk 24.02.1813-26.12.1877)
- 26.01.1867 : Ivo Vlieghe, burgemeester
- 30.07.1872 : Richard Ghekiere, wn., (Vichte 17.02.1814-Deerlijk 05.03.1902)
- 21.09.1872-09.12.1885 : Karel Lodewijk Verriest, notaris-burgemeester, (Deerlijk 03.11.1828-26.07.1894, broer van Hugo)
- 05.01.1886-09.03.1888 : Richard Ghekiere, wn.
- 11.03.1888-09.03.1928 : Théophile Renier, burgemeester, (Deerlijk 17.04.1842-13.06.1928, oomzegger van Pieter Jan)
- 03.05.1928-27.07.1928 : Hector Isebaert, wn., (Deerlijk 06.06.1870-25.03.1949)
- 29.07.1928-31.12.1938 : Hector Isebaert, burgemeester
- 24.01.1939-08.02.1944 : Joseph Devos, burgemeester, (Roeselare 30.03.1902-Cannes (Fr.) 10.08.1972)
- 15.02.1944 : Gustaaf Steelandt, wn., (Zwevegem 07.10.1888-Kortrijk 30.12.1980)
- 16.02.1944 : Alfons Verbrugge, wn., (Harelbeke 13.11.1911-Deerlijk 08.03.2003)
- 26.05.1944-24.08.1944 : Alfons Verbrugge, oorlogsburgemeester[1]
- 22.09.1944 : Joseph Devos, burgemeester
- 27.12.1945-28.08.1946 : Edmond Vanneste, wn., (Kortrijk 17.08.1880-Sint-Lodewijk 22.12.1958)
- 31.08.1946-23.11.1946 : Joseph Devos, burgemeester
- 27.11.1946-31.12.1946 : Edmond Vanneste, wn.
- 03.01.1947-07.09.1961 : Joseph Vandekerckhove, burgemeester, (Deerlijk 29.04.1903-11.10.1961)
- 04.10.1961 : René Deprez, wn., (Deerlijk 31.07.1906-Kortrijk 24.01.1964)
- 12.10.1961-30.12.1964 : Albert Windels, wn., (Vichte 26.04.1915-Kortrijk 23.05.1990)
- 07.01.1965-31.12.1976 : Albert Windels, burgemeester
- 03.01.1977-31.12.2003 : Roger Terryn, burgemeester, (°Deerlijk 30.03.1933)
- 02.01.2004-17.12.2024 : Claude Croes, burgemeester, (°Waregem 03.01.1974)
- 17.12.2024-heden : Louis Vanderbeken, burgemeester, (°21.05.1996)

Huidig burgemeester Vanderbeken maakt deel uit van de CD&V. Deze partij heeft de meerderheid met 14 op 23 zetels.
Brussels Hoofdstedelijk Gewest:
Anderlecht · 
Brussel

Vlaanderen:
Aalst · 
Aarschot · 
Antwerpen · 
 Asse · 
Beernem · 
Bertem · 
Blankenberge · 
Brugge · 
Damme · 
De Haan · 
De Panne · 
Deerlijk · 
Deinze · 
Eeklo · 
Evergem · 
Galmaarden · 
Geraardsbergen · 
Gent · 
Halle · 
Hasselt · 
Herent · 
Herk-de-Stad · 
Herzele · 
Heusden-Zolder · 
Houthalen-Helchteren · 
Ichtegem · 
Kaprijke · 
Knokke-Heist · 
Kortemark · 
Kortenberg · 
Kortrijk · 
Leuven · 
Lichtervelde · 
Lievegem · 
Lokeren · 
Maldegem · 
Mechelen · 
Moerbeke-Waas · 
Ninove · 
Oostende · 
Oostkamp · 
Poperinge · 
Roeselare · 
Ronse · 
Sint-Lievens-Houtem · 
Sint-Niklaas · 
Sint-Truiden · 
Temse · 
Tielt · 
Tienen · 
Tongeren · 
Torhout · 
Veurne · 
Waregem · 
Wellen · 
Wetteren · 
Wichelen · 
Zaventem · 
Zedelgem · 
Zele · 
Zonhoven · 
Zottegem

Wallonië: 
Charleroi · 
's-Gravenbrakel · 
Morlanwelz · 
Ophain-Bois-Seigneur-Isaac · 
Waver